# 保衛國界有功獎章

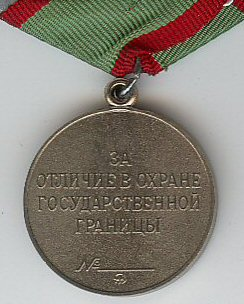
保護國界有功獎章的反面

保護國界有功獎章（俄语：Медаль «За отличие в охране государственной границы»；英文：Medal "For Distinction in the Protection of the State Borders"），是俄羅斯聯邦頒發的一項獎章，演化自蘇聯時代的守卫苏联国界有功奖章。

## 歷史
保護國界有功獎章於1994年3月2日通過總統令設立，頒發章程曾分別在1999年1月6日和2010年9月7日兩度通過總統令進行修訂。在2010年的修訂中，頒發章程和獎章外貌被大幅改動，以凸顯出與蘇聯獎勵系統的區別。

## 頒發
保護國界有功獎章是頒發給在戰爭或特別任務中參與邊防服務，保護俄羅斯聯邦的國家邊界，在其中顯出勇氣、領導和獻身精神的俄羅斯軍人及公民。受勳者應把勳章戴在胸部的左邊，並且要和維持秩序有功獎章放在一起。

## 獎章外貌
保護國界有功獎章為一圓形銀牌，直徑長32mm，邊緣凸起。獎章正面印有俄羅斯聯邦國徽，底部則有棕櫚和月桂的樹枝，中央有兩把交疊的劍；反面印有一行字“保護國界有功”（俄語：ЗА ОТЛИЧИЕ В ОХРАНЕ ГОСУДАРСТВЕННОЙ ГРАНИЦЫ），底部有一條預留用作填上序號的橫線。 
保護國界有功獎章的綬帶為一五邊形，上有一條24毫米寬的綠色條紋，左右均有3mm的紅色條紋。